# Козление
Козле́ние (козёл) — авиационный термин, обозначающий отделение (отскок) самолёта от взлётно-посадочной полосы после касания шасси при посадке, то есть прыгание самолёта по полосе. Возникает чаще всего вследствие ошибки пилотирования, иногда из-за конструктивных особенностей летательного аппарата. Может проявляться в сочетании с некоторыми неблагоприятными факторами.

## Разновидности
- «Скоростной козёл» — возникает при заходе на посадку с превышением посадочной горизонтальной скорости. Может возникать при превышении от 10 %. Опытные пилоты могут сажать самолёты без козления с гораздо большим превышением. Причина явления кроется в возникновении эффекта экрана при приближении крыла к поверхности полосы. Резко увеличившаяся подъёмная сила подбрасывает самолёт вверх, при этом подъёмная сила снова резко уменьшается. Возникает опасность развития «прогрессирующего козления».
- «Бесскоростной козёл» — подскок аппарата при нормальной или даже сниженной горизонтальной посадочной скорости, но с превышением вертикальной. Иногда приземление происходит на переднюю стойку, задавая этим продольные осевые колебания фюзеляжа (самолёт скачет как козёл). Отскок возникает за счёт амортизирующей реакции стоек шасси.
- «Прогрессирующее козление» — самое опасное явление, чаще всего заканчивается аварией летательного аппарата. Сущность заключается в возрастании амплитуды подскоков и резком падении горизонтальной скорости. После достижения определённой высоты подскока при очередном падении летательный аппарат не выдерживает перегрузки и разрушается. Степень повреждений колеблется от разрушенных стоек шасси до разрушения фюзеляжа, топливных баков, двигателей и возникновения пожара. По имеющимся сведениям, сильную склонность к прогрессирующему козлению из-за неграмотно рассчитанных амортизаторов шасси проявлял самолёт Пе-2[источник не указан 2114 дней] (Пе-3) — по утверждению пилотов, «прыгал, пока винтами землю не зацепит» (впрочем, этот самолёт был вообще очень сложным в пилотировании). Из более-менее современных машин этой болезнью страдал самолёт МиГ-23.

## Причины явления
«Отскок» от взлётно-посадочной полосы (ВПП) является следствием ошибок пилотирования ещё при заходе на посадку. Главная причина — неправильно выбранная скорость захода на посадку. Сопутствующими факторами могут служить попутный ветер, высокая температура наружного воздуха, отказ системы автоматического управления (САУ) и дефекты конструкции амортизаторов стоек шасси (именно из-за конструктивно неправильно работающих амортизаторов все самолёты типа Пе-2 имели склонность к «козлению»).
Также причиной козления может стать неровность посадочной полосы. «Самолёт МиГ-17. Инструкция лётчику. Глава VII. Посадка самолёта на грунтовые полосы»:
При посадке на грунт с неровной поверхностью нельзя допускать раннего опускания носового колеса, так как самолёт в этом случае имеет ещё большую поступательную скорость и при наскакивании на неровность может отделиться от земли, что повлечёт за собой «козление».

## Меры противодействия
Борьба со скоростным козлением на земле малоэффективна, если пилот недостаточно опытен, часто приводит к развитию прогрессирующего козления и, как следствие, к аварии. Так как неблагоприятные факторы складываются ещё при заходе на посадку, при их выявлении экипажу следует прекратить снижение на посадку, уйти на второй круг, и повторить заход, не допуская ошибок. То же самое рекомендуется по возможности сделать, если самолёт уже коснулся ВПП и подпрыгнул вверх, но ещё сохранил горизонтальную скорость, достаточную для взлёта. Следует учитывать, что при каждом следующем касании самолёт ещё больше теряет горизонтальную скорость. Решение о дальнейших действиях должно быть принято немедленно. В случае, если меры борьбы оказались неэффективны на начальном этапе, потом взлёт будет уже невозможен. Если принято решение продолжить посадку, следует выполнять следующие рекомендации (могут отличаться для разных типов самолётов):
Категорически запрещается при отрыве от ВПП дожимать вниз нос самолёта штурвалом «от себя».
Выдержка из Руководства по лётной эксплуатации самолёта Ту-154М:

Пролёт торца ВПП происходит на высоте 10-15 м. На высоте 7-10 м двигатели переводятся на режим малого газа и плавным взятием штурвала на себя самолёт выводится на посадочный угол атаки. При этом продольная и вертикальная скорости будут уменьшаться и произойдёт приземление. В случае отделения самолёта от ВПП дожатие носовой стойки отдачей штурвала от себя КАТЕГОРИЧЕСКИ ЗАПРЕЩАЕТСЯ, так как ведёт к прогрессирующему козлению и поломке носовой стойки шасси. Необходимо зафиксировать посадочный угол атаки. После того, как скорость уменьшится, повторное приземление будет мягким.

Козление возникает по разным причинам, но его своевременная локализация всецело зависит от теоретической подготовки лётчика. Выравнивание самолёта должно быть плавным. Главная цель — после подскока перевести летательный аппарат в горизонтальный полёт (держать штурвал) до потери скорости. При достижении самолётом минимальной высоты можно снизить скорость снижения коротким движением штурвала «на себя», немного увеличив подъёмную силу.
«Бесскоростной козёл» исправляется гораздо легче, чем скоростной, вследствие низкой горизонтальной скорости, а значит и меньшей подъёмной силы и кинетической энергии.
ИНСТРУКЦИЯ лётчику по эксплуатации и технике пилотирования самолёта МиГ-15бис. МОСКВА-1958:

В зависимости от скорости отделения самолёта от земли " козлы " бывают скоростные и бесскоростные.
При посадке на нормальной или повышенной скорости с энергичным добиранием ручки управления на себя в момент приземления происходит скоростной «козёл». В этом случае в момент отделения самолёта от земли лётчик должен прекратить движение ручки управления на себя и в зависимости от скорости самолёта плавным соразмерным движением ручки управления от себя прекратить дальнейший отход самолёта от земли, затем по мере приближения самолёта к земле соразмерным движением ручки управления на себя производить посадку на два основных колеса .
При отделении самолёта от земли на скорости, значительно меньшей посадочной (что может произойти при приземлении с большим парашютированием, или на пробеге из-за неровностей, или при раннем и резком опускании носового колеса), происходит бесскоростной «козёл».
При бесскоростном «козле» ручка управления задерживается в том положении, в котором она находилась в момент отделения самолёта от земли. Отдавать ручку от себя запрещается. Крены, которые могут возникнуть при этом, исправлять энергичным движением педалей против крена. По мере приближения самолёта к земле почти полным энергичным движением ручки на себя произвести посадку на два основных колеса.

Выйти же из прогрессирующего козления крайне затруднительно. На военных самолётах для выхода из этого режима иногда применяют тормозной парашют.

## Катастрофы и авиационные происшествия, произошедшие в результате «козления»
- 22.03.1964 — G-APDH,Сингапур. Посадка с «козлением», сломалась правая стойка шасси. Обошлось без жертв.
- 15.04.1972 — стратегический бомбардировщик 3М. Причина — перелёт ВПП с превышением посадочной скорости, далее скоростной «козёл» с переходом в прогрессирующий. Разрушение машины после подскока, пожар. Погибло 8 человек.
- 12.04.1983 — Авария Ан-26 в аэропорту Минск-1. Обошлось без жертв. Самолёт списан.
- 31.07.1997 — Авария MD-11 в Ньюарке. Обошлось без жертв.
- 07.03.2007 — Катастрофа Boeing 737 в Джокьякарте. Погиб 21 человек.
- 23.03.2009 — катастрофа MD-11 в Токио. Погибло 2 человека.
- 05.05.2019 — катастрофа SSJ 100 в Шереметьево. Погиб 41 человек. По состоянию на 2020 год это крупнейшая катастрофа вследствие «козления».